# شمال الباطنة (محافظة)

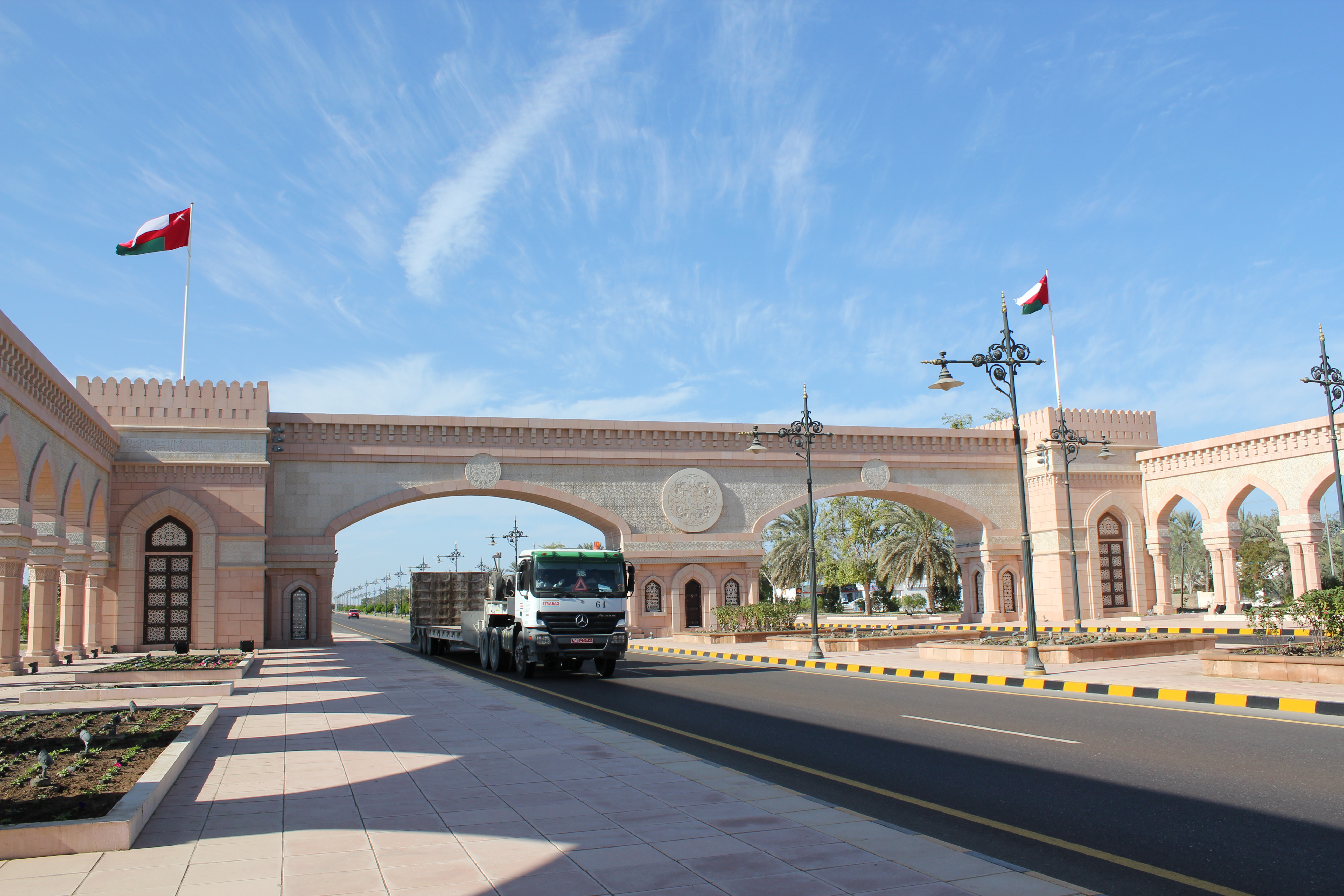

محافظة شمال الباطنة هي إحدى محافظات سلطنة عمان، وتقع في منطقة الباطنة.
تحتل محافظة شمال الباطنة ومحافظة جنوب الباطنة موقعا جغرافيا حيويا على الساحل الشمالي لسلطنة عمان حيث يطل على بحر عمان ويمتد من خطمة الملاحة شمالا إلى رأس الحمراء جنوبا وتنحصر بين سفوح الجبال الحجر الغربي غربا وبين بحر عمان شرقا ويصل عرض السهل الساحلي حوالي 25 كم. ويبلغ إجمالي سكانها نحو 350998 عماني و 57835 وافد حسب إحصائيات عام 2003م. وتضم محافظة شمال الباطنة على الولايات: صحار، شناص، لوى، صحم، الخابورة، السويق وتعتبر مدينة صحار المراكز الإقليمية للمحافظه وتبعد عن مسقط العاصمة بنحو 230 كم كما أنها كانت عاصمة لعمان قبل ظهور الإسلام ومن أثارها التاريخية قلعة الشماء وأشتهرت ولاية صحار بإنتاج وتصدير النحاس منذ زمن طويل وبالنظر لطبيعة موقع المحافظة فقد لعبت دورا هاما في التاريخ القديم وتشتهر بآثارها التاريخية مثل قلعة صحار. وتنفرد محافظة شمال الباطنة بوجود بعض الأشجار النادرة مثل شجرة الماسوة في ولاية لوى وشجرة الديباج في ولاية السويق أما أهم الصناعات التقليدية التي تشتهر بها المحافظة فهي صناعة الخناجر والسيوف والسفن والفخار والخزف والجلد وصناعة الحلوى العمانية.
في حين تضم محافظة جنوب الباطنة ولايات الرستاق والعوابي ونخل ووادي المعاول وبركاء والمصنعة، ومركز المحافظة هي ولاية الرستاق. وتشتهر المحافظة بمعالمها التاريخية والسياحية مثل حصن الحزم وقلعة الرستاق كما يوجد فيها عدد من العيون مثل عين الكسفة وعين الثوارة في نخل. كما تشتهر ولاية بركاء بجمال طبيعتها الساحلية وبالحياة الطبيعية حيث الطيور والسلاحف التي تعيش في الجزر التابعة للولاية.

## التقسيم الإداري
تضم محافظة جنوب الباطنة الولايات التالية:
- ولاية صحار
- ولاية شناص
- ولاية لوى
- ولاية صحم
- ولاية الخابورة
- ولاية السويق
- ولاية صحار هي مركز المحافظة

وتعتبر مدينة صحار المراكز الإقليمية للمحافظه وتبعد عن مسقط العاصمة بنحو 230 كم 
تزخر صحار بالعديد من المعالم الأثرية المنتشرة في ربوعها، إلا أن أبرزها على الإطلاق هي «قلعة صحار» والتي تعد من أهم القلاع والحصون في منطقة الباطنة كافة نظرا لموقعها المتميز ودورها الكبير الذي لعبته طوال القرون الماضية. ويرجع تاريخ بنائها إلى نهاية القرن الثالث عشر وبداية القرن الرابع عشر الميلادي، حيث توضح الحفريات الأثرية المكتشفة حول القلعة في عام (1980) بأن بناءها يرجع إلى القرن الرابع عشر الميلادي في الطرف الجنوبي من المدينة وأن «أمراء هرمز» هم الذين قاموا ببنائها في عهد ملوك بني نبهان. وتتميز قلعة صحار في داخلها بوجود نفق يمتد إلى مسافة عشر كيلومترات إلى جهة الغرب، حيث ولاية البريمي وكان يجري استخدامه «كخط للإمداد والتموين» بواسطة الخيول عندما تكون القلعة في حالة حصار في زمن الحرب. وفي داخل قلعة صحار توجد عدة آبار للمياه الصالحة للشرب، كما تنتشر بها عدة أبراج كانت تستخدم للرصد والمراقبة والدفاع عن المدينة عند اللزوم. وفي الطابق الأرضي منها يوجد قبر السيد ثويني بن سعيد بن سلطان. وتتميز صحار بانتشار الأودية ا لتي تنساب فيها المياه، ومن أبرزها وادي «حيبي» الذي يبعد عن مركز المدينة بحوالي 60 كيلومترا، إضافة إلى كل من وادي «عاهن» ووادي«الجزي» وكذلك المناطق الجبلية الصغيرة الواقعة على السفوح وضفاف الأودية. كما يوجد بها مجموعة من الحدائق الطبيعية والتي أضافت إليها منجزات النهضة العملاقة – على مدى السنوات الخمس والعشرين الماضية-أضافت إليها تطويرا يتكاثر عاما بعد الآخر نظرا لأهميتها ومكانتها التاريخية. الأمر الذي جعل من صحار «واحة خضراء», كما انتشرت المجسمات الفنية الراقية المستوحاة من التاريخ العماني العريق وعطاءات البعث النهوضي الشامل الذي تحقق فيه إطلالة جلالة السلطان قابوس مما جعل صحار العامرة بالفنادق والاستراحات، والمشهورة بتعدد نافوارات المياه في شوارعها الحديثة المتسعة التي تمتد بين النخيل والأشجار كل ذلك جعلها مؤهلة لاجتذاب السائحين القادمين من داخل سلطنة عمان وخارجها على حد سواء.
 ولاية الرستاق:
والمعلم الأثري الثالث هو «حصن الحوقين» الذي يرجع انشاوه إلى العام (1722م) وهو يمتاز ببنائه الطيني. كما تنتشر عدة حصون صغيرة في ولاية الرستاق أبرزها: الغيث-الوشيل-الوسطى-اللمكي-الشرق-الصبارة-حصن الكسفة. إضافة إلى ذلك، هناك 22 برجا، أهمها: الصايغي-دارس-الحاجر-العالي-حويل-المجاز-عرعر-السعيدي-الكهف-صنعاء-المهيب-القبيل-برج الكسفة. ومن ابرز المساجد الأثرية جامع «البياضة» الذي يتخذ موقعه في الطابق الأرضي من قلعة الرستاق، وقد تخرج منه العديد من فقهاء الإسلام وعلمائه من العمانيين. وإذا كانت ولاية الرستاق عامرة بشواهد التاريخ ومعالمه الأثرية، فهي تتميز أيضا بعدد من المواقع السياحية الهامة، «عين الحوت» فهي تقع بوادي بني عوف وهي عبارة عن «نقع مائي» عرضه حوالي 60 سنتيمترا. والعين الثالثة في ولاية الرستاق هي «عين الخضراء» الواقعة بوادي السحتن وهي عبارة عن «نقع مائي» أيضا تحيط بها الأشجار والنخيل. ورابع العيون هي «عين الزرقاء» بنيابة الحوقين إضافة إلى عدد من شلالات المياه بعضها في نيابة الحوقين والأخرى في وادي السحتن. ومن الأودية التي يمكن اعتبارها مواقع سياحية جميلة بالولاية ثلاث هي: وادي بني غافر-السحتن-وادي بني عوف. ويصل عدد الإفلاج بالولاية إلى حوالي 200 فلج أبرزها: الصايغي-الحمام-ألطاعني-الكامل-التيار-فلج أبو ثعلب. إلى جانب مجموعة من الكهوف التي تجري بها المياه وأهمها كهف«السنقحة» ومن أهم السدود في الولاية«سد وادي الفرع».

## وصلات خارجية
- خبار بلادي..سلطنة عمان.. محافظة الباطنة بشقيها
- رابط بالمعلومات التفصيلية عن منطقة الباطنة